# 衣川 (秋田県)
衣川（ころもがわ）は、秋田県由利本荘市を流れ日本海に注ぐ二級河川。衣川水系の本流である。

## 地理
秋田県由利本荘市岩城滝俣の桧山峠に源を発し南西に流れる。鷲沼、不動ノ滝を経て由利本荘市松ケ崎で日本海に注ぐ。

## 支流
- 福俣川
- 黒川-蛇川

## 並行する交通

### 道路
- 国道341号